# Варканйоль
Варканйо́ль або Варкан'є́ль (рос. Варканъёль, Варканъель) — річка в Республіці Комі, Росія, права притока річки Югид-Вуктил, правої притоки річки Вуктил, правої притоки річки Печора. Протікає територією Вуктильського міського округу.
Річка протікає на південний захід, південь, південний схід, південний захід та захід.